# Papuanski jezici
Papuanski jezici, jezici papuanskih domorodaca s Nove Gvineje i susjednih otoka. Podjeljeni su na 33 porodice.
a) Amto-Musa jezici (2), Papua Nova Gvineja: amto, musan.
b) Arafundi jezici (3) Papua Nova Gvineja: andai, nanubae, tapei
c) Arai-Kwomtari jezici (10) Papua Nova Gvineja: ama, baibai, fas, guriaso, iteri, kwomtari, nai, nimo, owiniga, pyu.
č) Bayono-Awbono jezici (2) Indonezija/Papua: awbono, bayono.
ć) Border jezici (15) Papua Nova Gvineja: ainbai, amanab, auwe, awyi, daonda, imonda, kilmeri, manem, ningera, pagi, sowanda, taikat, umeda, viid, waris
d) centralnosolomonski jezici (4) Solomonski otoci: bilua, lavukaleve, savosavo, touo
dž) Donji Mamberamo jezici (2) Indonezija/Papua: warembori, yoke.
đ) East Bird’s Head-Sentani jezici (8) Indonezija: burmeso, manikion, meyah, moskona, nafri, sentani, sowari, tabla
e) istočni Geelvink Bay jezici (11) Indonezija: anasi, barapasi, bauzi, burate, demisa, kofei, nisa, sauri, tefaro, tunggare, woria.
f) istočni Trans-Fly jezici (4) Papua Nova Gvineja: bine, gizrra, meriam (Australija), wipi.
g) istočnonovobritanski jezici (7) Papua Nova Gvineja: kairak, makolkol, mali, qaqet, simbali, taulil, ura.
h) južni-centralni papuanski jezici (22) Papua Nova Gvineja, Indonezija: agob, arammba, bädi kanum, blafe, guntai, idi, kunja, maklew, nama, namat, nambo, namo, neme, nen, ngkâlmpw kanum, rema, smärky kanum, sota kanum, tabo, wára, yei, yelmek
i) južnobugenvilski jezici (9) Papua Nova Gvineja: daantanai’, koromira, naasioi, ounge, sibe, simeku, siwai, terei, uisai.
j) Kaure jezici (4) Indonezija: kapauri, kaure, kosare, narau.
k)Lakes Plain jezici (20) Indonezija: awera, biritai, diebroud, doutai, duvle, edopi, eritai, fayu, foau, iau, kaiy, kirikiri, kwerisa, obokuitai, papasena, rasawa, saponi, sikaritai, tause, waritai.
l) Left May jezici (2) Papua Nova Gvineja: bo, nakwi.
lj) Mairasi jezici (3) Indonezija: mairasi, mer, semimi.
m) Maybrat jezici (2) Indonezija: karon dori, mai brat
n) Mongol-Langam jezici (3) Papua Nova Gvineja: langam, mongol, yaul.
nj) Nimboran jezici (5) Indonezija: gresi, kemtuik, mekwei, mlap, nimboran
o) Pauwasi jezici (5) Indonezija i Papua Nova Gvineja: emem, karkar-yuri, tebi, towei, zorop.
p) Piawi jezici (2) Papua Nova Gvineja: haruai, pinai-hagahai
q) Ramu-donjosepički jezici (32) Papua Nova Gvineja: abu, aiome, akrukay, ambakich, andarum, angoram, anor, ap ma, aruamu, awar, banaro, bosmun, breri, chambri, gorovu, igana, inapang, kanggape, kayan, kire, kominimung, kopar, marangis, mbore, murik, rao, romkun, sepen, tabriak, tanggu, tanguat, yimas.
r) Senagi jezici (2) Papua Nova Gvineja, Indonezija: Angor, Dera.
s) Sepički jezici (56) Papua Nova Gvineja: abau, ak, alamblak, amal, ambulas, awtuw, awun, ayi, bahinemo, berinomo, bikaru, bisis, boikin, burui, chenapian, gaikundi, hanga hundi, hewa, iatmul, sepik iwam, iwam, kalou, kaningra, kapriman, karawa, kimki, koiwat, kwanga, kwoma, malinguat, manambu, mari, mehek, mende, namia, ngala, niksek, pahi, papi, pasi, pei, piame, pouye, saniyo-hiyewe, sengo, suarmin, sumariup, tuwari, walio, watakataui, wogamusin, yawiyo, yelogu, yerakai, yessan-mayo, yetfa.
š) sjevernobugenvilski jezici (4) Papua Nova Gvineja: askopan, ramopa, rapoisi, rotokas
t) Sko jezici (7) Papua Nova Gvineja, indonezija: isaka (krisa), puari, rawo, skou, vanimo, warapu, wutung.
u) Somahai jezici (2) Indonezija: momina, momuna.
v) Tor-Kwerba jezici (24) Indonezija: airoran, bagusa, beneraf, berik, betaf, dabe, dineor, isirawa, itik, jofotek-bromnya, kauwera, keijar, kwerba, kwerba mamberamo, kwesten, kwinsu, mander, mawes, orya, samarokena, sause, trimuris, vitou, wares
w) Torricelli jezici (56) Papua Nova Gvineja: agi, ambrak, amol, aruek, aruop, au, beli, bragat, bukiyip, bumbita arapesh, buna, bungain, dia, eitiep, elepi, elkei, gnau, heyo, inebu one, juwal, južni one, kabore one, kamasau, kombio, kwamtim one, laeko-libuat, lilau, minidien, molmo one, monumbo, mufian, nabi, ningil, olo, seta, seti, siliput, sinagen, sjeverni one, torricelli, urat, urim, urimo, valman, wanap, wiarumus, wom, yahang, yambes,  yangum dey, yangum gel, yangum mon, yapunda, yau, yil, yis
x) Transnovogvinejski jezici (477), Papua Nova Gvineja: abaga, abom, abui, adabe, adang, aeka, aekyom, agarabi, aghu, aimele, akoye, alekano, amaimon, amele, anam, anamgura, aneme wake, angaataha, angal, angal enen, angal heneng, angguruk yali, anjam, ankave, apali, arandai, arawum, ari, asaro’o, asas, asue awyu, atemble, atohwaim, auye, awa, awara, awiyaana, bagupi, baham, baimak, bamu, barai, baramu, bargam, bariji, baruga,  baruya, bau, bauwaki, beami, benabena, bepour, bian marind, biangai, bilakura, bimin, binahari, binandere, binumarien, bisorio, bitur, biyom, blagar, bogaya, bongu, bonkiman, borong, bo-ung, brem, bulgebi, bunak, burumakok, burum-mindik, buruwai, casuarina coast asmat, centralni asmat, centralni awyu, chuave, citak, dadibi, daga, damal, danaru, dano, dao, dedua, degenan, dem, dibiyaso, dima, dimir, diuwe, doghoro, dom, domu, domung, doromu-koki, duduela, dumpu, dumun, duna, duriankere, edera awyu, edolo, eipomek, ekari, enga, erave, ese, ewage-notu, faita, faiwol, fasu, fataluku, fembe, finongan, fiwaga, foi, foia foia, folopa,  forak, fore, fuyug, gabutamon, gadsup, gaina, gal, ganglau, gants, garus, gende, gimi, ginuman, girawa, gobasi, gogodala, golin, grass koiari,  guhu-samane, gumalu, gusan, guya, gwahatike, hamap, hamtai, hoia hoia, hoyahoya, huli, humene, hunjara-kaina ke, hupla, iha, ikobi-mena, imbongu, inoke-yate, ipiko, ipili, isabi, isebe, istočni kewa, iwur, iyo, jair awyu, jilim, južni awyu, južni kiwai, južni muyu, južni tairora, kabola, kaburi, kafoa, kais, kaki ae, kalam, kaluli, kamang, kamano, kamasa, kambaira, kamberau, kamoro, kamula, kanasi, kandawo, kanite, karami, karas, kare, kasua, kâte, kawacha, kayagar, kein, kelon, kemberano, kenati, keoru-ahia, kerewo, kesawai, ketengban, ketum, keyagana, kibiri, kimaghima, kinalakna, kobol, kobon, koitabu,  kokoda, kolom, komba, kombai, komyandaret, konai, konda, koneraw, kopkaka, korafe-yegha, korak, korowai, korupun-sela, kosarek yale, kosena, kovai, kowaki, kube, kubo, kui, kula, kuman, kumukio,  kuni-boazi, kunimaipa, kwato, kwer, kyaka, lamma, laua, lembena, lemio, lower grand valley dani, ma, madi, maia, maiani, mailu, maiwa, makasae, makayam, mala, malas,  male, mamaa, mandobo atas, mandobo bawah, mape, mapena, maria, marind, maring, matepi, mauwake, mawak, mawan, melpa, menya, mesem, mian, miani, mid grand valley dani, migabac, minanibai, moere, moikodi, momare,  mombum, moni, mor, morawa, moresada, morigi, morori, mosimo, mubami, mulaha, mum, mungkip, munit, muratayak,  murupi, musak, musar, nabak, nakai, nakama, nake, nalca, namiae, nankina, narak, nawaru, ndom, nduga, nedebang, nek, nekgini, neko, nend, nete, ngaing, ngalum, nggem, nii, nimi, ninggerum, ninia yali, nipsan, nobonob, nomane, nomu, nuk,  nukna, numanggang, odoodee, ogea, oirata, oksapmin, omati, ömie, onjob, ono, onobasulu, ontenu, opao, orokaiva, orokolo, owenia, pal, pamosu, panim, parawen,  pare, pass valley yali, pawaia, paynamar, planinski koiali, pulabu, puragi, purari, rapting, rawa, rempi, rerau, retta, riantana, rumu, saep, safeyoka, sakam, salt-yui, sam, samberigi, samo, samosa, saruga, sauk, sausi, sawi, sawila, selepet, sempan, sene, setaman, sialum, siane, sihan, sileibi, silimo, silopi, simbari, sinasina, sinsauru, siroi, sjeverni asmat, sjeverni awyu, sjeverni muyu, sjeverni tairora, sjeverni wahgi, sjeveroistočni kiwai, som, sonia, sop, suabo, suena, suganga, suki, sumau, susuami, tai, tainae, tairuma, tamagario, tamnim citak, tanahmerah, tangko, tauade, tauya, telefol, tereweng, tewa, tifal, timbe, toaripi, tobo, tokano, tsaukambo, tuma-irumu, turaka, turumsa, uare, ufim, ukuriguma, umanakaina, umbu-ungu, una, upper grand valley dani, urapmin, uri, urigina, usan, usarufa, utarmbung, utu, uya, waboda, wadaginam, waffa, wagi, wahgi, walak, wamas, wambon, wanambre, wanggom, wano, wantoat, warkay-bipim, waruna, wasembo, waskia, weliki, weredai, weri, wersing, wiru, wolani, yaben, yabong, yagaria, yagomi, yagwoia, yahadian, yangulam, yaosakor asmat, yaqay, yarawata, yareba, yau, yaweyuha, yekora, yoidik, yonggom, yopno, zaapdni dani, zapadni kewa, zia, zimakani.
y) Yele-zapadnonovobritanski jezici (3) Papua Nova Gvineja: anem, pele-ata, yele
z) Yuat jezici (6) Papua Nova Gvineja: biwat, bun, changriwa, kyenele, maramba, mekmek.
ž) Zapadnopapuanski jezici (23), Indonezija (Papua): abun, galela, gamkonora, hatam, ibu, kalabra, kao, karon dori, laba, loloda, mai brat, modole, moi, moraid, mpur, pagu, sahu, seget, tabaru, tehit, ternate, tidore, tobelo, tugutil, waioli, zapadni makian (makian barat).

## Vanjske poveznice
- Publications about Papuan Linguistics  Arhivirana inačica izvorne stranice od 20. lipnja 2010. (Wayback Machine)
- Lenguas Papuanas